# Umfilianus declivis
Umfilianus declivis är en insektsart som beskrevs av William Lucas Distant 1915. Umfilianus declivis ingår i släktet Umfilianus och familjen hornstritar. Inga underarter finns listade i Catalogue of Life.